# Hettstedt
Hettstedt is een stad in de Duitse deelstaat Saksen-Anhalt, gelegen in de Landkreis Mansfeld-Südharz. De plaats telt 13.758 inwoners.

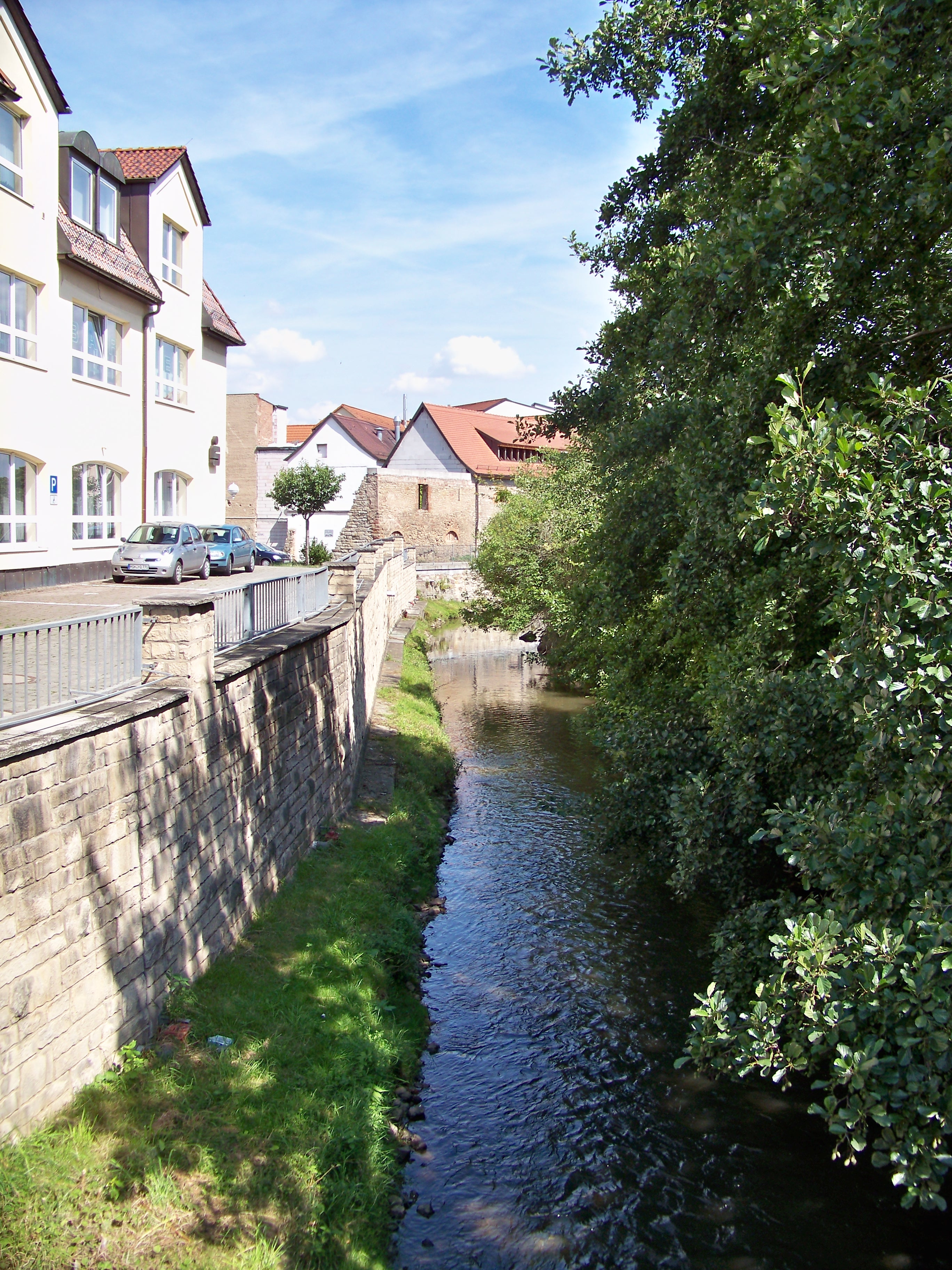
De Wipper in Hettstedt
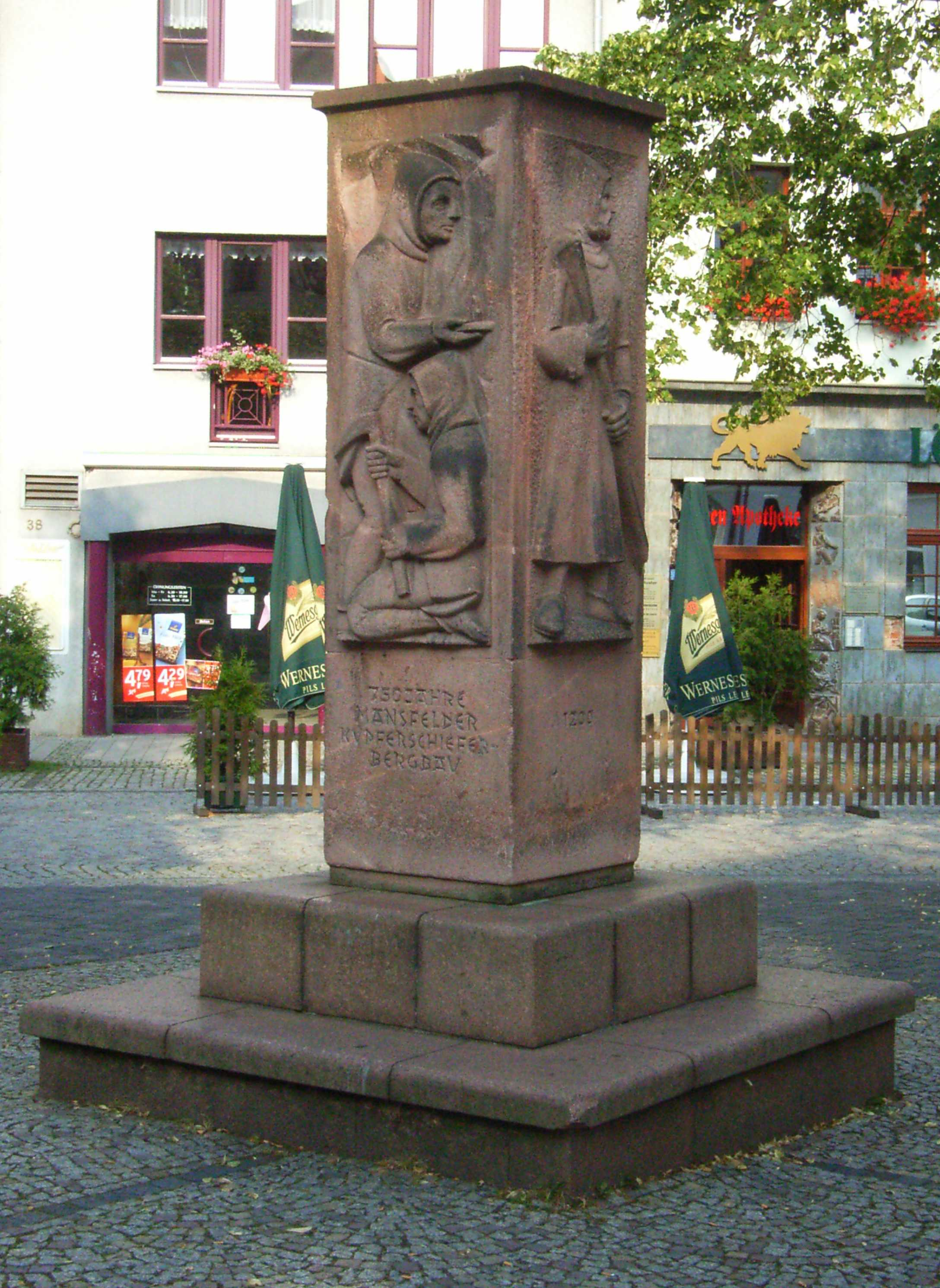
Monument in Hettstedt
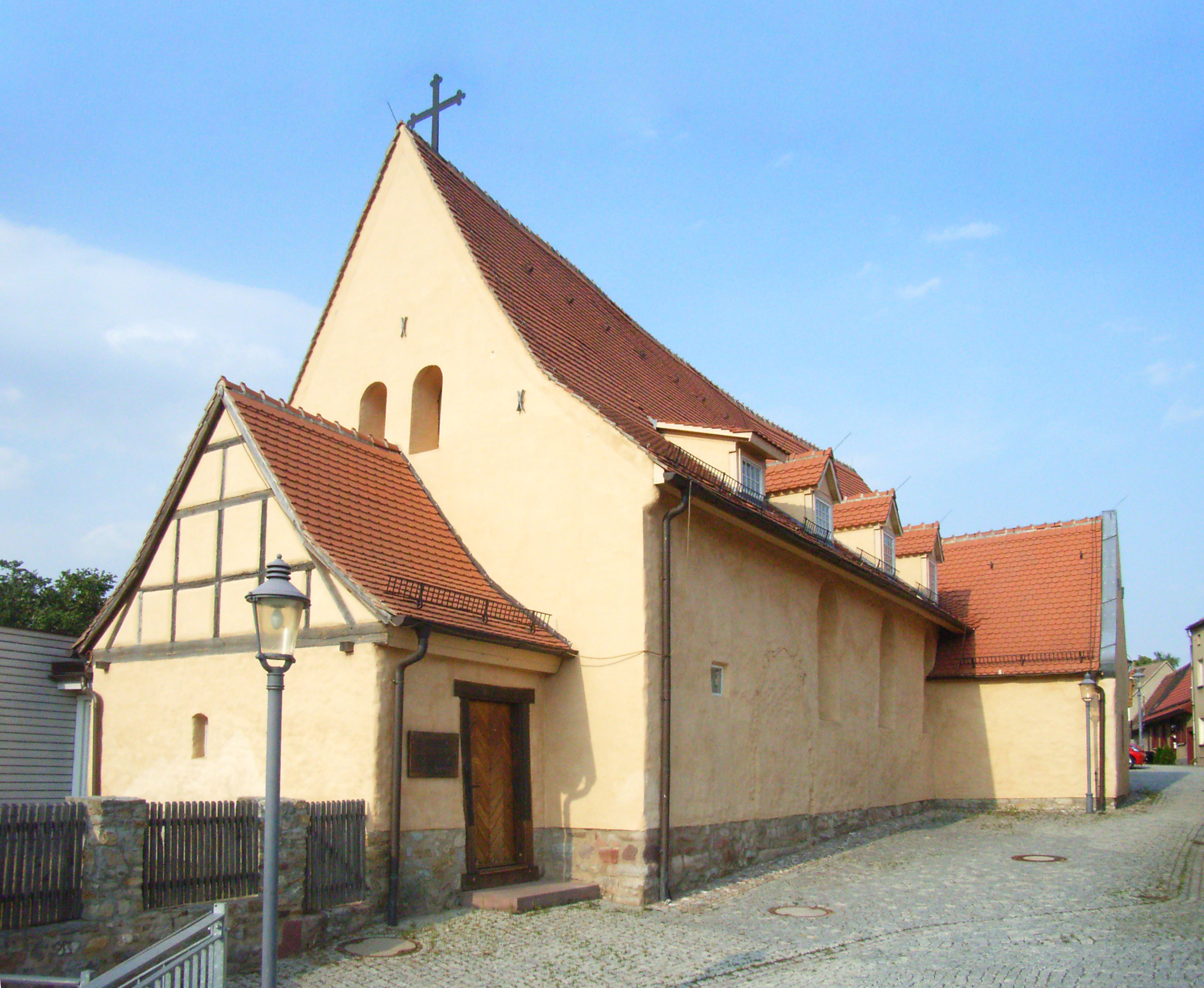
Kerk van St Gangolf
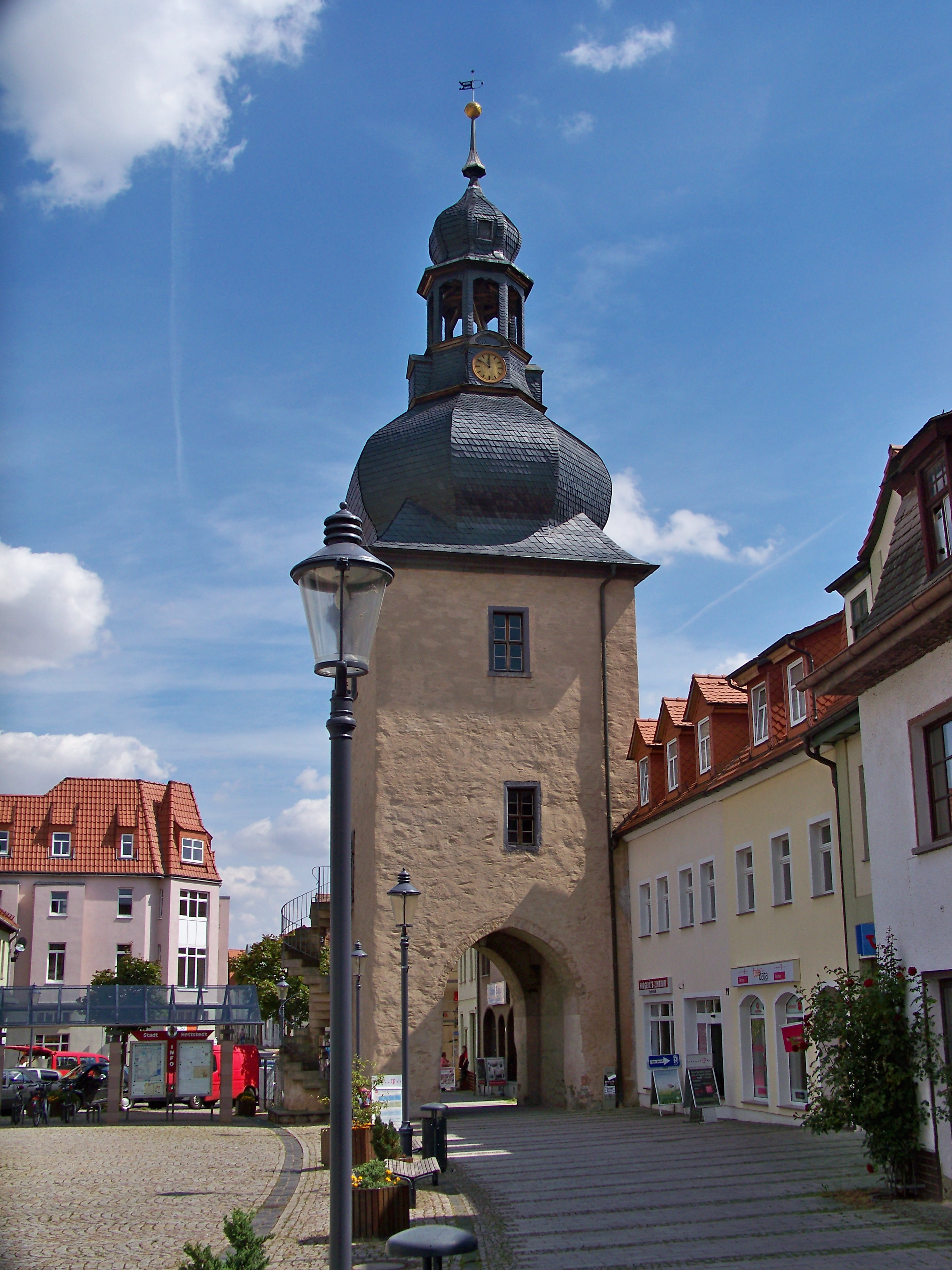
Saigertor
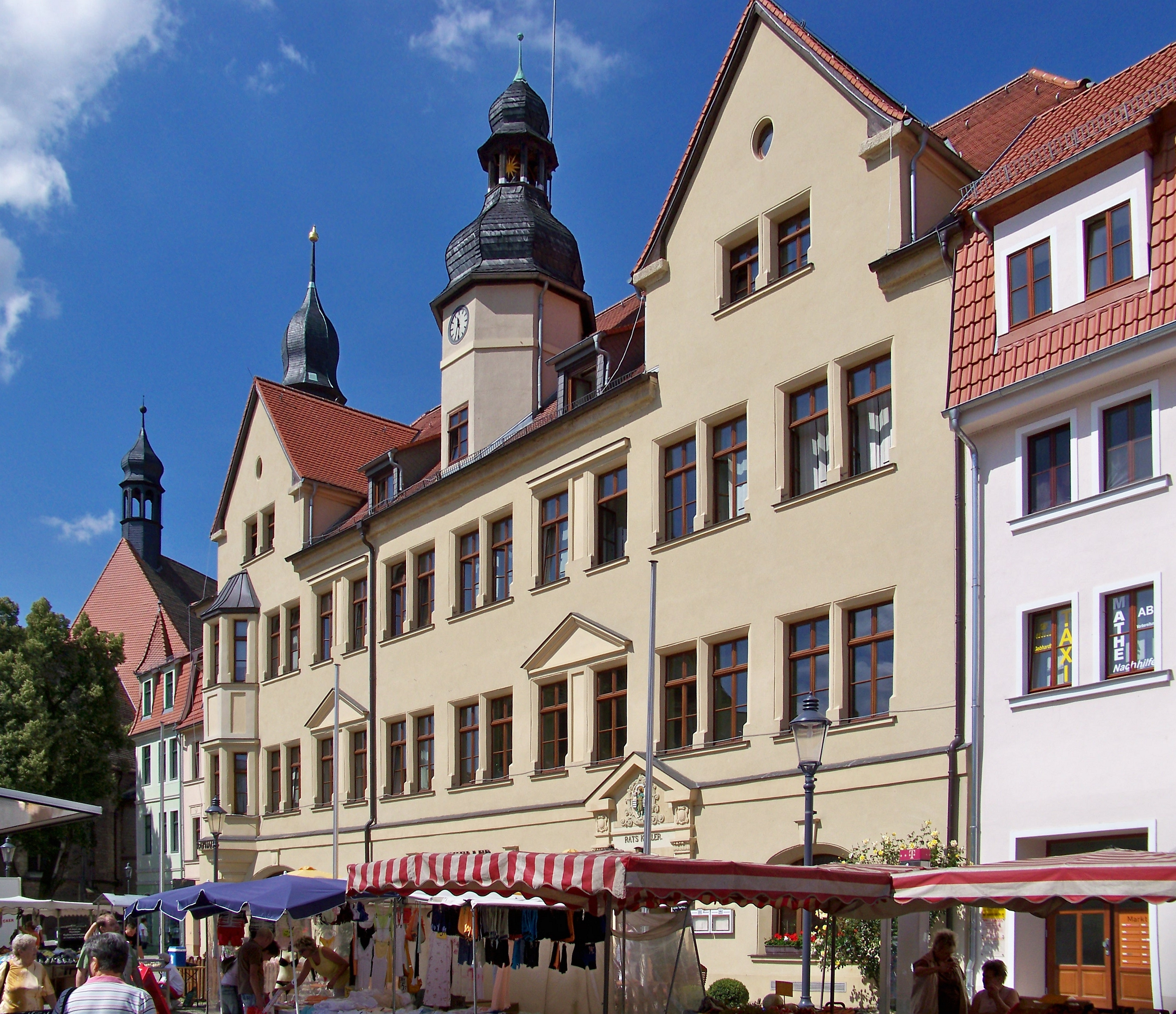
Raadhuis
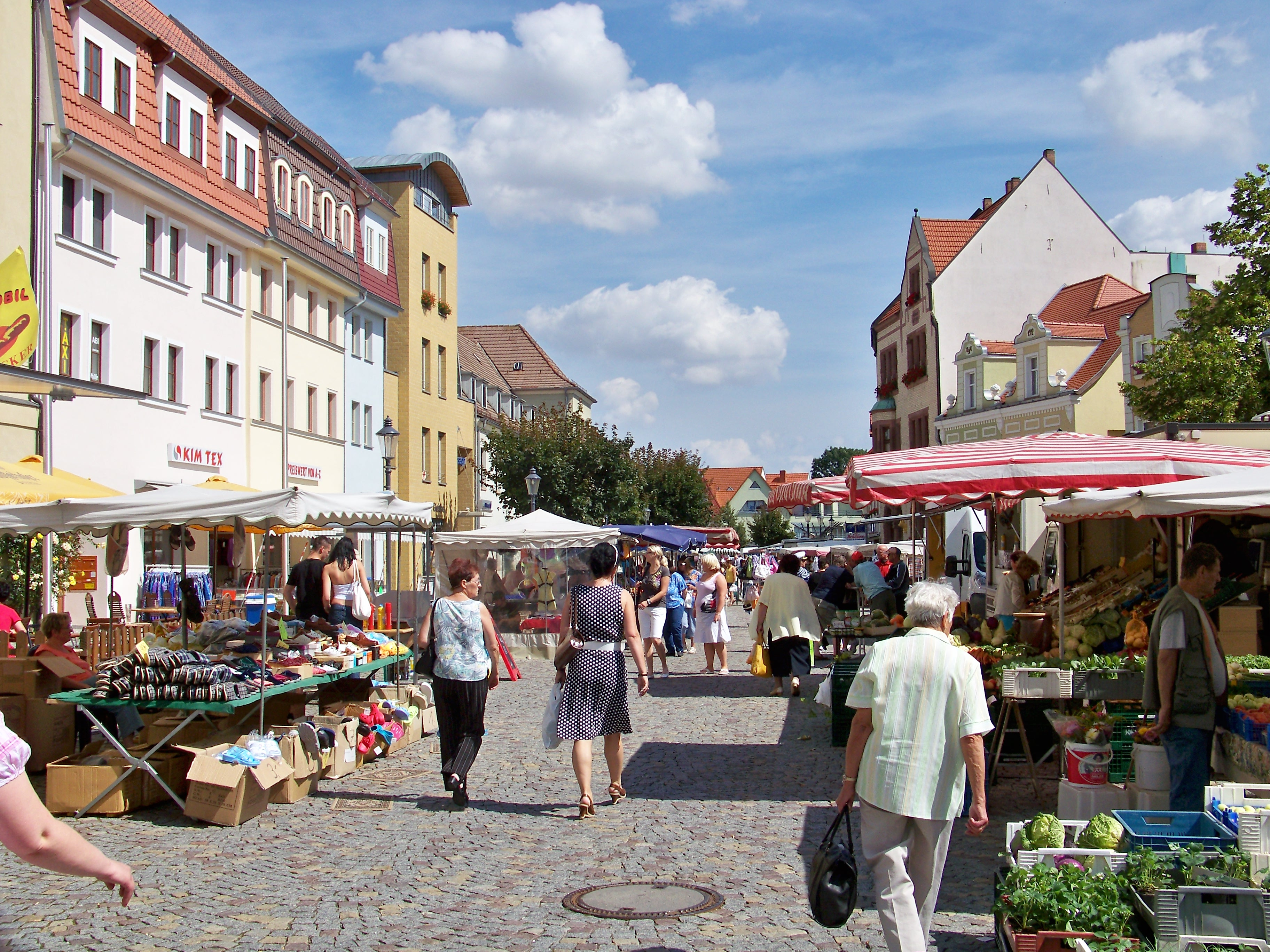
Marktplein

## Indeling gemeente
De gemeente bestaat uit de volgende stadsdelen en Ortsteile:

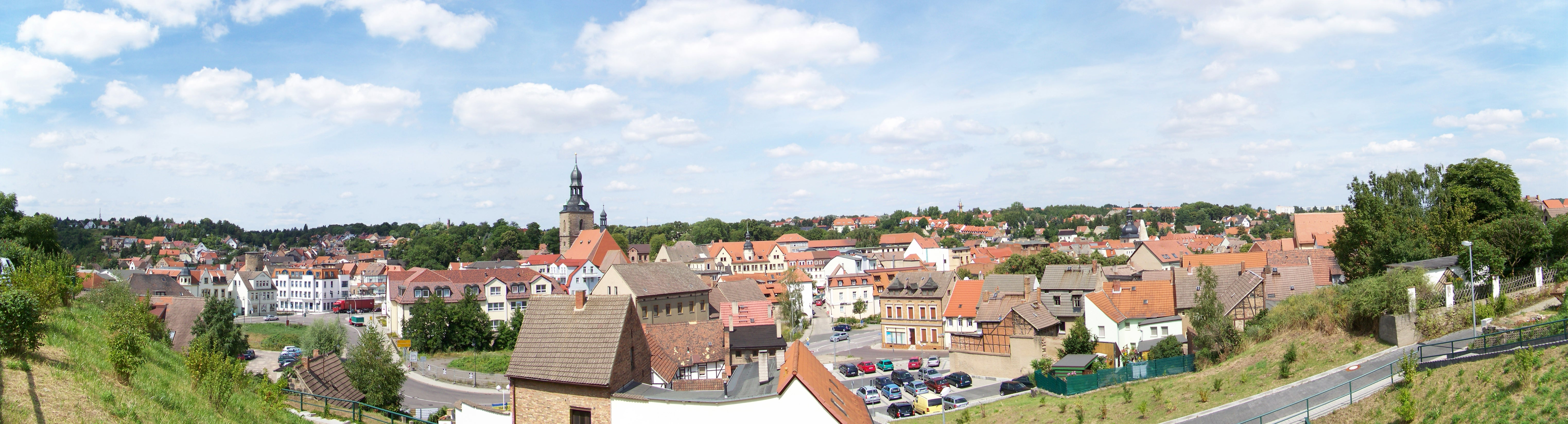
Hettstedt

- Burgörner Altdorf
- Burgörner Neudorf
- Hettstedt
- Meisberg, sinds 2010
- Molmeck, stadsdeel
- Ritterode, sinds 2010
- Walbeck, sinds 2010

Ahlsdorf ·
Allstedt ·
Arnstein ·
Benndorf ·
Berga ·
Brücken-Hackpfüffel ·
Blankenheim ·
Bornstedt ·
Edersleben ·
Eisleben ·
Gerbstedt ·
Helbra ·
Hergisdorf ·
Hettstedt ·
Kelbra ·
Klostermansfeld ·
Mansfeld ·
Sangerhausen ·
Seegebiet Mansfelder Land ·
Südharz ·
Wallhausen ·
Wimmelburg